# Eparhia Greco-Catolică de Miskolc
Eparhia de Miskolc (în maghiară Miskolci egyházmegye, în latină Eparchia Miskolcensis) este o eparhie greco-catolică sufragană din Ungaria. A fost fondată de papa Francisc pe 19 martie 2015 ca parte a mitropoliei maghiare. În același timp, a ridicat Eparhia de Hajdúdorog la rangul de arhiepiscopie și a înființat Eparhia de Nyíregyháza. Eparhia de Miskolc are jurisdicție asupra credincioșilor greco-catolici de pe teritoriul județelor Borsod-Abaúj-Zemplén, respectiv Heves și este subordonată mitropoliei.

## Structură

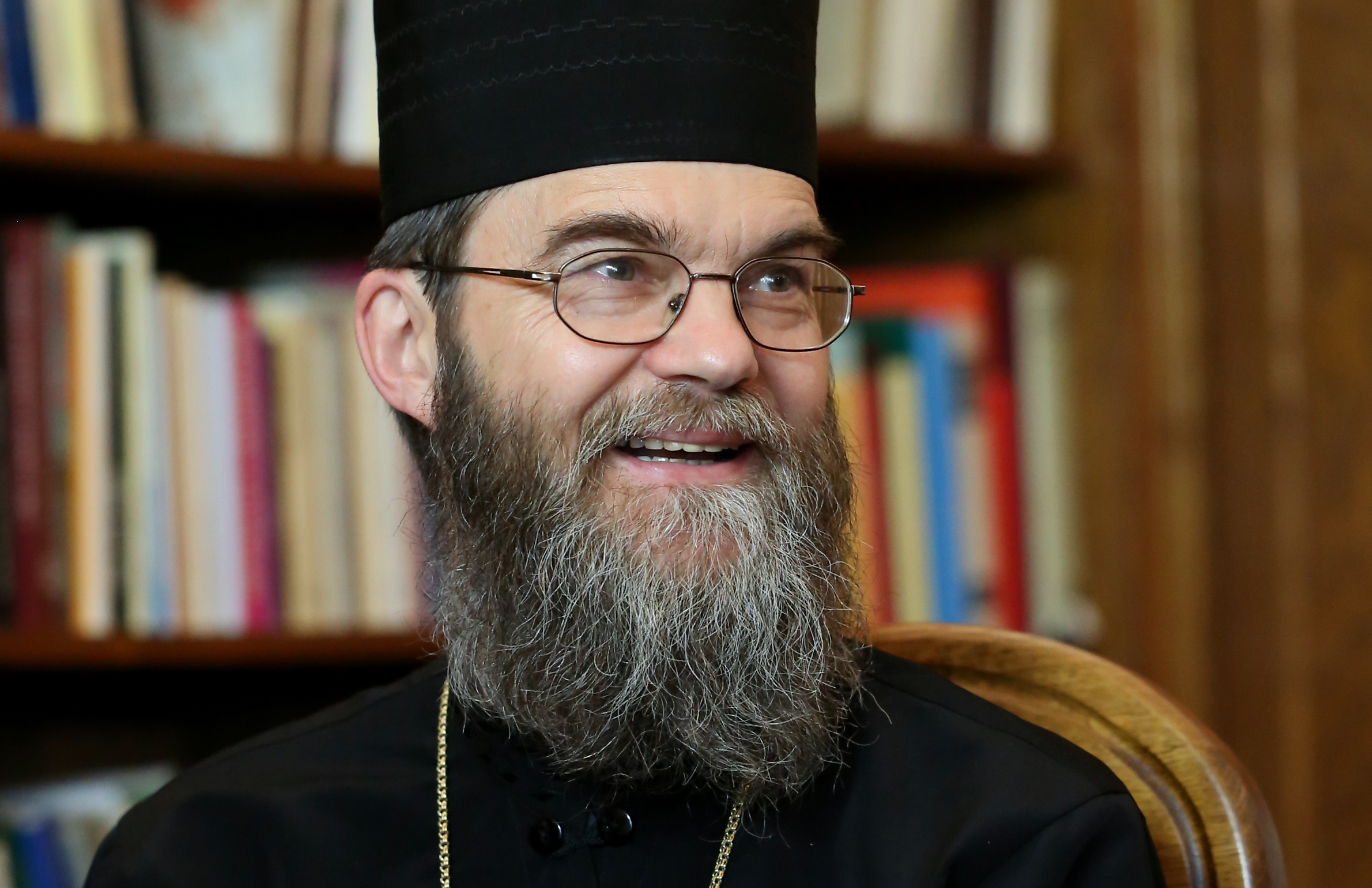
Atanáz Orosz, episcopul de Miskolc

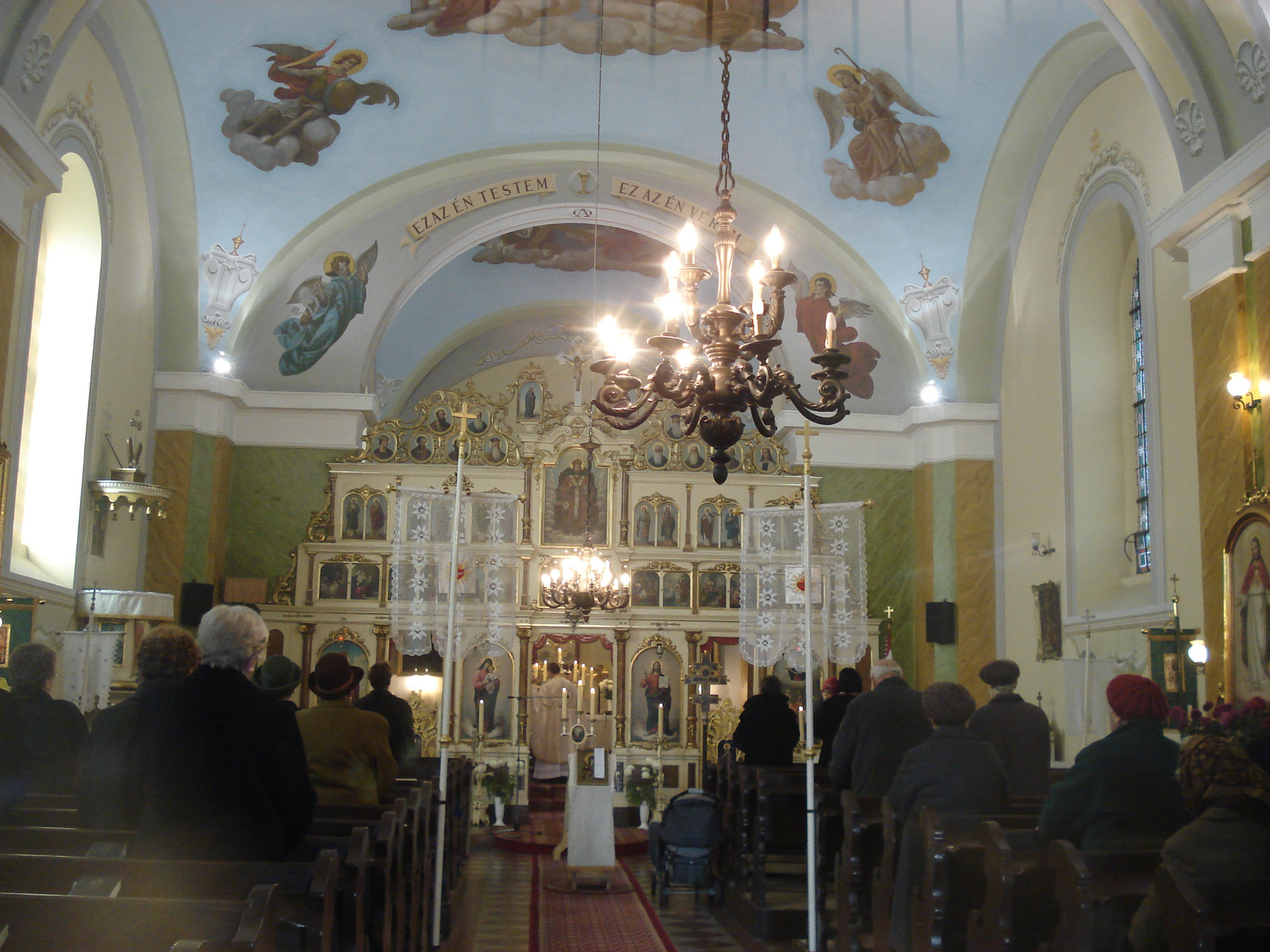
Iconostasul bisericii din Miskolc - Görömböly

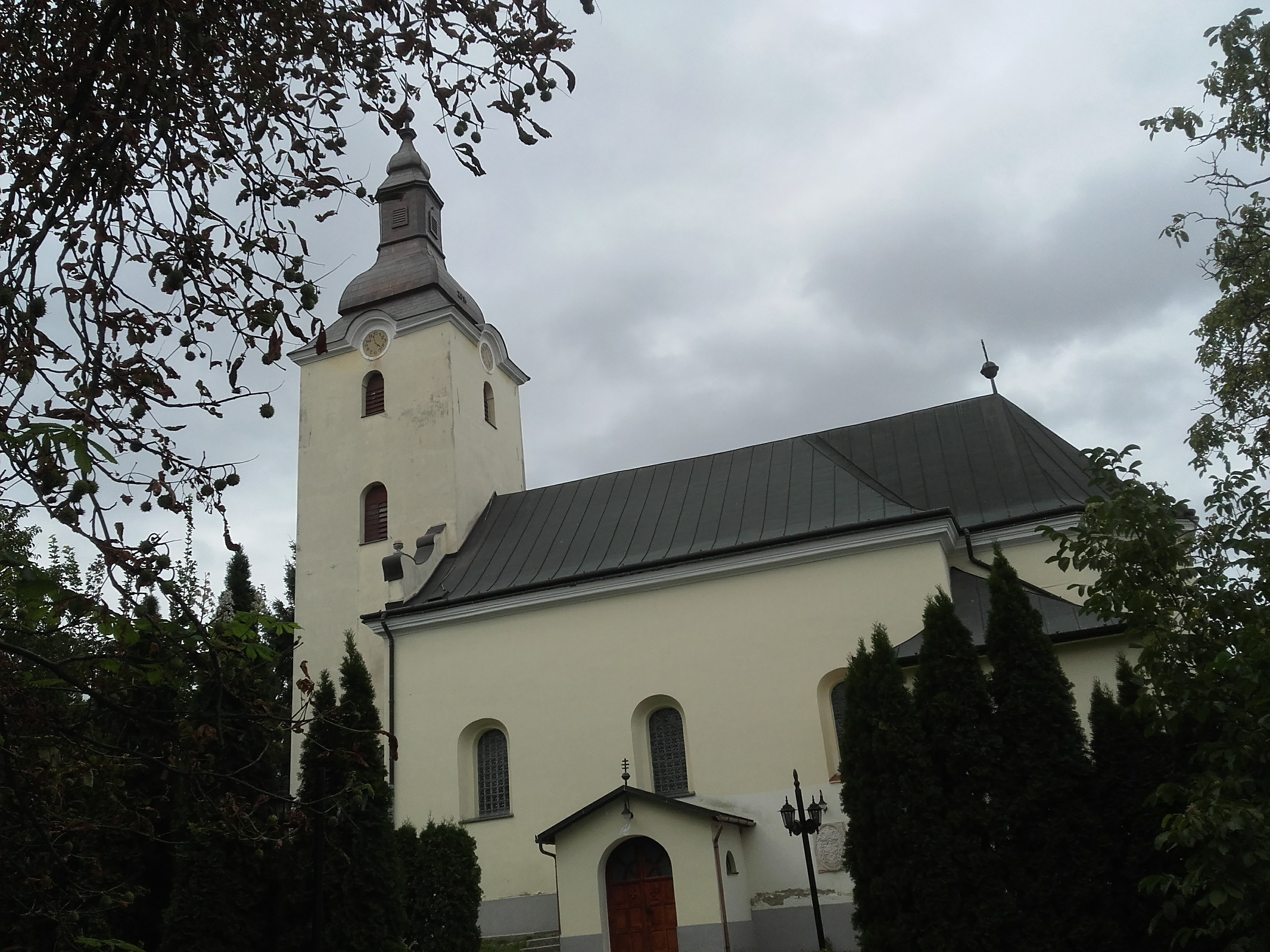
Biserica din Sátoraljaújhely

### Episcop
Au păstorit această eparhie:
- 2015 -: Atanáz Orosz, episcopul de Miskolc

### Parohii
1. Protopopiatul Borsod
  1. Abod
  2. Edelény
  3. Irota
  4. Kazincbarcika
  5. Múcsony
  6. Ózd
  7. Rakaca
  8. Rakacaszend
  9. Sajószentpéter
  10. Szuhakálló
  11. Viszló.
2. Protopopiatul Cserehát
  1. Baktakék
  2. Csobád
  3. Encs
  4. Felsővadász
  5. Gadna
  6. Garadna
  7. Homrogd
  8. Kány
  9. Mogyoróska
  10. Pere
  11. Selyeb
  12. Szikszó
3. Protopopiatul Abaúj-Hegyalja
  1. Abaújszántó
  2. Baskó
  3. Bekecs
  4. Bodrogkeresztúr
  5. Bodrogolaszi
  6. Boldogkőváralja
  7. Komlóska
  8. Mezőzombor
  9. Szerencs
  10. Tokaj
  11. Tolcsva
4. Protopopiatul Miskolc
  1. Miskolc - Avas
  2. Miskolc - Belváros
  3. Miskolc - Diósgyőr
  4. Miskolc - Görömböly
  5. Miskolc - Szirma.
5. Protopopiatul Sajópálfala
  1. Arnót
  2. Berzék
  3. Eger
  4. Emőd
  5. Felsőzsolca
  6. Hejőkeresztúr
  7. Sajópálfala
  8. Sajópetri
  9. Sajóvámos
  10. Szirmabesenyő
  11. Tiszaújváros
6. Protopopiatul Sátoraljaújhely
  1. Alsóregmec
  2. Dámóc
  3. Filkeháza
  4. Kenézlő
  5. Mikóháza
  6. Pácin
  7. Rudabányácska
  8. Sárospatak
  9. Sárospatak - Végardó
  10. Sátoraljaújhely
  11. Vajdácska
  12. Zemplénagárd